# Spagna ai Giochi della XIV Olimpiade
La Spagna partecipò ai Giochi della XIV Olimpiade, svoltisi a Londra, dal 20 luglio al 14 agosto 1948,  
con una delegazione di 48 atleti impegnati in 8 discipline,
aggiudicandosi 1 medaglia d'argento.

## Medagliere

### Per discipline
| Sport       | Oro | Argento | Bronzo | Totale |
| ----------- | --- | ------- | ------ | ------ |
| Equitazione | 0   | 1       | 0      | 1      |
| Totale      | 0   | 1       | 0      | 1      |

### Medaglie
| Medaglia | Atleta                                      | Sport       | Evento                   |
| -------- | ------------------------------------------- | ----------- | ------------------------ |
| Argento  | Jaime García José Navarro Marcelino Gavilán | Equitazione | Salto ostacoli a squadre |

## Risultati

### Pallanuoto
| Atleta | Classifica                                                                                |                   |
| --- | ----------------------------------------------------------------------------------------- | ----------------- |
| V · D · M Nazionale maschile spagnola di pallanuoto · Giochi olimpici - Londra 1948 Serrat • Pujol • Falp • Martí • Castillo • Mestres • Sabate • Sabata • Salvadores · CT : - | 8°                                                                                        |                   |
| Nazionale maschile spagnola di pallanuoto · Giochi olimpici - Londra 1948 |                                                                                           |                   |
| Serrat • Pujol • Falp • Martí • Castillo • Mestres • Sabate • Sabata • Salvadores · CT: -                                                                                      | Serrat • Pujol • Falp • Martí • Castillo • Mestres • Sabate • Sabata • Salvadores · CT: - | Spagna (bandiera) |